# Френсіс Стеббінс Аллен
Френсіс Стеббінс «Фанні» Аллен (1854—1941) — американська фотографка.
Аллен народилася в Діерфілді, штат Массачусетс, в сім'ї Джосії Алліс Аллен та Мері, уродженої Стеббінс. Вона та її сестра, Мері Електа Аллен (1858—1941), були вчителями школи, які покинули викладацьку діяльність, коли оглухли у свої тридцяті роки.
Їх глухота змусила Аллен та її сестру зайнятися фотографією. До 1895 року вони постійно виставляли та продавали свої знимки зроблених в родинних оселях. Багато їхніх творів ніколи не приписували одній сестрі чи іншій, а «паннам Аллен». Багато їх ідилічних образів покликаються до ідеалізованої версії колоніальної історії регіону. У 1899 році сестри Аллен приєдналися Діерфілдського Руху мистецтв і ремесел, і почали документувати роботи членів організації. У 1907 році Френсіс Аллен була обраний директором Товариства промислових підприємств Діерфілда.

## Сім'я та освіта
Аллен була однією із чотирьох дітей, народжених Джосією та Мері Аллен у 1850-х. Вона відвідувала Академію Діерфілда, а потім викладацький коледж Державної нормальної школи у Вестфілді, штат Массачусетс.